# Аманс (Шампань — Арденны)
Ама́нс (фр. Amance) — коммуна во Франции, находится в регионе Шампань — Арденны. Департамент — Об. Входит в состав кантона Вандёвр-сюр-Барс. Округ коммуны — Бар-сюр-Об.
Код INSEE коммуны — 10005.
Коммуна расположена приблизительно в 175 км к востоку от Парижа, в 75 км южнее Шалон-ан-Шампани, в 33 км к востоку от Труа.

## Население
Население коммуны на 2008 год составляло 275 человек.
| 1962 | 1968 | 1975 | 1982 | 1990 | 1999 | 2008 |
| ---- | ---- | ---- | ---- | ---- | ---- | ---- |
| 306  | 301  | 274  | 238  | 228  | 235  | 275  |

## Администрация
| Период | Период | Фамилия              | Партия | Примечания |
| ------ | ------ | -------------------- | ------ | ---------- |
| 1995   | 2008   | Поль Юбай            |        |            |
| 2008   |        | Жан-Мишель Пьетремон |        |            |

## Экономика
В 2007 году среди 151 человека в трудоспособном возрасте (15—64 лет) 110 были экономически активными, 41 — неактивными (показатель активности — 72,8 %, в 1999 году было 75,2 %). Из 110 активных работали 104 человека (62 мужчины и 42 женщины), безработных было 6 (3 мужчины и 3 женщины). Среди 41 неактивных 10 человек были учениками или студентами, 18 — пенсионерами, 13 были неактивными по другим причинам.

## Фотогалерея
- Природный парк Foret d'Orient
- Интерьер церкви Сен-Мартен
- Церковь Виль-о-Буа-ле-Вандёвр
- Карта коммуны